# Kalina ciklus
Kalina ciklus je termodinamički proces za pretvorbu topline u korisni mehanički rad. Prvu verziju Kalina ciklusa izumio je i predložio Dr. Alexander Kalina, ruski znanstvenik, 1980. godine. Kalina ciklus je modificirani organski ciklus koji kao radni medij koristi 2 fluida s različitim temperaturama isparavanja. Takva mješavina isparava uz promjenjivu temperaturu, a ne kod stalne temperature kao čisti fluidi, pa se prijelaz topline odvija uz manje temperaturne razlike. Za radni medij najčešće se koristi kombinacija vode i amonijaka, ali moguće su i izvedbe s drugim fluidima. Tako postoje izvedbe u kojima se koristi mješavina freona i/ili ugljikovodika. Zbog mogućnosti da potpuno iskoristi razliku u temperaturi između toplinskog izvora i ponora, Kalina ciklus pronalazi primjenu u ponovnoj upotrebi industrijske procesne otpadne topline, geotermalnim elektranama, solarnim elektranama i u iskorištenju otpadne topline iz energetskih postrojenja.

## Jednostavni Kalina ciklus
- Pumpa tlači zasićenu tekućinu  koja napušta kondenzator i nastavlja u visoko temperaturni rekuperator
- Tekućina prima toplinu od dvofazne pare
- Vruća tekućina pod visokim tlakom ulazi u isparivač, gdje se odvija pretvorba tekućine u paru iskorištenjem latentne odnosno osjetljive topline toplinskog izvora
- Zasićena para ulazi u turbinu u kojoj ekspandira na kondenzatorski tlak
- Dvofazna mješavina nakon predavanja latentne topline nadolazećoj tekućini ulazi u kondenzator, kroz koji prolazi i rashladna voda, rashladna voda preuzima svu raspoloživu toplinu od mješavine i napušta kondenzator pri višoj temperaturi
- Pri izlasku mješavine iz kondenzatora pumpa tlači tekućinu, te se ispočetka ponavljaju svi koraci procesa[4]

## Usporedba Kalina i Rankineova ciklusa

#### Opis Rankineova ciklusa
U tipičnom energetskom postrojenju koje radi na principu Rankineova ciklusa čisti radni medij, voda ili u slučaju Organskog Rankineova ciklusa (ORC), organski spojevi manje molekularne težine, zagrijavaju se u parnom kotlu. Nastala para pri visokom tlaku i visokoj temperaturi ulazi u turbinu, gdje ekspandira. Turbina je povezana na generator, koji pretvara mehaničku u električnu energiju.

#### Opis Kalina ciklusa
Kalina ciklus iskorištava mješavinu amonijaka i vode, kao radni medij kako bi poboljšala termodinamička učinkovitost i omogućila fleksibilnost u različitim pogonskim uvjetima. S obzirom na to da su pri tome temperature u procesu niže, dobivamo više rada nego u Rankineovom ciklusu.

##### Prednosti Kalina ciklusa
- Proizvodi 10% - 50% više električne energije nego konvencionalna energetska postrojenja

- Niži kapitalni troškovi zbog manje izmjene topline
- Nije potrebno osoblje, potreban minimalan nadzor
- Niža pomoćna opterećenja
- Manje zahtjeva za rashladnu vodu i rashladnu tehniku
- Minimalna stanka zbog održavanja

##### Učinkovitost
Učinkovitost Kalina ciklusa je veća od učinkovitosti Rankineova ciklusa
- Srednja temperatura dovođenja topline Kalina ciklusa je viša nego kod Rankineova ciklusa
- Srednja temperatura odvođenja topline Kalina ciklusa je niža nego kod Rankineova ciklusa
- Površina ispod T-s dijagrama u kojem je prikazan Kalina ciklus je veća nego kod prikaza Rankineova ciklusa[4]

##### Prednosti radnog medija amonijak - voda
- Lakši sastavni element (amonijak) omogućuje učinkovitu otpadnu toplinu.
- Mješavina ima različite temperature kondenzacije i isparavanja.
- Molekularna težina amonijaka i vode je slična.
- Standardni materijali se mogu koristiti. Ugljični čelik i standardne visoko temperaturne legure prihvatljive su za baratanje s amonijakom, dok su bakar i bakrene legure zabranjene za uporabu.
- Amonijak je lako dostupan i nije skup, biološki je razgradiv, koristi se kao gnojivo, neutralizira kisele zagađivače u zraku, opasnost od požara i eksplozije je vrlo mala.
- Amonijak ne utječe na smog, globalno zatopljenje niti na ozonski omotač

##### Fleksibilnost Kalina ciklusa
Radni medij amonijak-voda može se lako izmijeniti kako bi dobili maksimalno iskorištenje ako se izvor topline promijeni, ili ako se temperatura hlađenja promijeni. Kada zagrijavamo mješavinu amonijaka i vode, amonijak ima tendenciju ispariti prije nego voda. Smanjenjem koncentracije amonijaka u mješavini, temperatura zasićenja mješavine raste. Radni medij dijeli se na struje s različitim koncentracijama amonijaka, na taj način postiže se fleksibilnost, te smo u mogućnosti provesti kondenzaciju na tlaku koji je viši od atmosferskog.

##### Karakteristike Kalina ciklusa
- Udio amonijaka 80% - 90%
- Ulazni tlak 25 - 40 bar
- Izlazni tlak 7 - 10 bar
- Vlažnost na izlasku iz turbine 1% - 4%[5]

##### Usporedba ORC i Kalina ciklusa s tehničkog i ekološkog aspekta
Primjer geotermalne elektrane
| karakteristika                                                     | ORC | Kalina ciklus |
| ------------------------------------------------------------------ | --- | --- |
| Složenost postrojenja (Postrojenje s Kalina ciklusom je složenije) | Pumpa geotermalne vode | Pumpa geotermalne vode |
| Složenost postrojenja (Postrojenje s Kalina ciklusom je složenije) | Evaporator | Evaporator s mikserom |
| Složenost postrojenja (Postrojenje s Kalina ciklusom je složenije) | Turbina | Turbina |
| Složenost postrojenja (Postrojenje s Kalina ciklusom je složenije) | Kondenzator | Kondenzator s mikserom |
| Složenost postrojenja (Postrojenje s Kalina ciklusom je složenije) | Pumpa radnog fluida | Pumpa radnog fluida |
| Složenost postrojenja (Postrojenje s Kalina ciklusom je složenije) | Pregrijač | Pregrijač |
| Složenost opreme                                                   | Povoljnija fizikalna svojstva medija omogućuju veću iskoristivost evaporatora, turbine, pumpe i kondenzatora | Prisutnost vode u mješavini radnog medija nepovoljnije utječe na rad evaporatora, turbine, pumpe i kondenzatora.                                           |
| Radni fluid i njegov utjecaj na komponente postrojenja             | Zbog niske gustoće i niže latentne topline lako hlapljivih ugljikovodika nema opasnosti od kavitacije napojne pumpe. Tijekom procesa ekspanzije radni fluid je pregrijana para pa nema problema s erozijom lopatica turbine                                                                             | Postoji opasnost od kavitacije napojne pumpe. Tijekom procesa ekspanzije radni fluid je vlažna para pa postoje veliki problemi s erozijom lopatica turbine |
| Investicijski troškovi                                             | Manji zbog jednostavnijeg ciklusa pa shodno tome i jednostavnije opreme izvedene od jeftinijeg materijala | Veći zbog složenijeg ciklusa pa shodno tome i složenije opreme izvedene od skupljeg materijala                                                             |
| Konstrukcija komponenti postrojenja                                | Turbina ima tek nekoliko stupnjeva u kojima se specifični volumen mijenja neznatno, što pozitivno djeluje na njenu unutarnju iskoristivost. Brzina vrtnje rotora je također niža što doprinosi mehaničkoj sigurnosti turbine (niža naprezanja), a također nema problema u slučaju momenta kratkog spoja | Složenija konstrukcija pošto se ne može koristiti unutarnje ležajeve zbog agresivnog radnog fluida. Brtvljenje puno kompliciranije                         |
| Troškovi održavanja postrojenja                                    | Niži, zbog neagresivnog radnog fluida. Potrebna zaštita od požara | Viši, zbog agresivnog radnog fluida. Vrlo intenzivna korozija I erozija                                                                                    |
| Pouzdanost                                                         | Velika, prema dostupnim referencama i velikom broju postrojenja u eksploataciji | Niska, prema dostupnim referencama i malom broju postrojenja u eksploataciji                                                                               |

## Postrojenja koja koriste Kalina ciklus
Smatra se da Kalina ciklus povećava iskoristivost toplinske energije do 50% u prikladnim primjenama, i idealno je prilagođen za primjene u:
- Industriji cementa
- Industriji stakla
- Petrokemijskoj industriji
- Čeličnoj industriji
- Termo elektranama
- Postrojenjima za geotermalnu i solarnu energiju
- Postrojenjima na biomasu[4]

#### Otpadna toplina iz industrijskih procesa
- Postrojenje Kashima Steel Works upravljano od strane Sumitomo Metal Industries je bilo ispitano 1999. godine. Proizvodi 3.6 MW električne energije i najstarija je komercijalna primjena Kalina ciklusa.
- Postrojenje Tokyo Bay Oil Refinery upravljano od strane Fuji Oil je ispitano 2005. godine i proizvodi 4 MW električne energije

#### Geotermalna primjena
- Postrojenje Husavik facility na Islandu procijenjene snage 2 MW električne energije i 40 MW toplinske energije.

- Postrojenje Unterhaching facility u Njemačkoj ispitano u travnju 2009. godine je bilo prvo takve vrste (niska entalpija) u južnoj Njemačkoj. Navedeno postrojenje proizvodi 3.4 MW električne energije i 38 MW toplinske energije za obližnji grad Unterhaching.
- Postrojenje Bruchsal facility, također u Njemačkoj ispitano je u prosincu 2009. godine, te proizvodi 580 KW električne energije.
- EcoGen jedinica, prva EcoGen jedinica snage 50 KW je postavljena na Matsunoyama Onsen vrućem izvoru u gradu Tokamachi, u prefekturi Niigata u Japanu, 2001. godine. EcoGen jedinice se temelje na minimizaciji Kalina procesa te su konstruirane za Japansko tržište i ostala nisko entalpijska geotermalna tržišta.

##### Prva generacija Kalina Ciklus Sistema za geotermalnu primjenu
Početni ˝Kalina Ciklus˝ sistem za geotermalnu primjenu razvijen je prije više od 12 godina. Sistem je imenovan ˝KCS-11˝ (˝Kalina Cycle System 11˝). Namijenjen je kako bi iskoristio geotermalne resurse temperatura 190°C i više. 
˝KCS-11˝ radi na način:
- Potpuno kondenzirani radni fluid s parametrima kao u točki 1 ulazi u pumpu P1 koja ga tlači na potrebni tlak koji postiže u stanju 2
- Nakon toga struja fluida koja se nalazi u točki 2 prolazi kroz pregrijač HE2 gdje dobiva toplinu od povratnog toka pare radnog fluida 26-27 i postiže parametre u točki 3, radni medij u toj točki postiže stanje zasićene kapljevine
- Tada se radni medij sa stanjem u točki 3 dijeli na 2 struje fluida koje imaju parametre jednake stanju u točki 4, odnosno stanju u točki 5
- Tok fluida s parametrima jednakim stanju u točki 4 prolazi kroz kotao HE5 gdje prima toplinu od povratnog toka pare geotermalnog fluida 42-43 i djelomično isparava, te postiže stanje koje odgovara točki 6
- Tok fluida s parametrima jednakim stanju u točki 5 prolazi kroz rekuperativni kotao-kondenzator HE3 gdje se zagrijava i djelomično isparava pomoću povratnog toka radnog fluida 18-26, te postiže parametre koji odgovaraju točki 7
- Parametri radnog medija u točkama 6 i 7 su slični ili gotovo isti
- Ta 2 toka se miješaju i postižu stanje jednako onome u točki 8
- Struja fluida sa stanjem 8 prolazi kroz izmjenjivač topline HE6 gdje potpuno isparava, te se nakon toga pregrijava, te postiže stanje 17 i ulazi u turbinu T1
- U turbini T1 radni medij ekspandira, pretvara kinetičku energiju u mehanički rad te postiže stanje 18
- Struja fluida stanja 18 koji je uglavnom mokar prolazi kroz kotao-kondenzator HE3 gdje se djelomično kondenzira, odvodeći toplinu za proces 5-7, te postiže stanje 26
- Fluid stanja 26 prolazi koz pregrijač HE2 gdje se dodatno hladi i kondenzira, predajući toplinu za proces 2-3 i postiže stanje 27
- Radni medij stanja 27 ulazi u kondenzator HE1 gdje potpuno kondenzira posredstvom zraka ili vode, te postiže stanje 1
- Ciklus je zatvoren
- Geotermalni fluid u točki 41 prolazi kroz izmjenjivač topline HE6 gdje se hladi, predajući toplinu za proces 8-17, te postiže stanje jednako točki 42
- Struja fluida stanja 42 prolazi kroz kotao HE5 gdje se dodatno hladi predajući toplinu za proces 4-6 i postiže parametre jednake točki 43

Kako bi se postigla željena visoka učinkovitost sustava, potrebno je učiniti da su temperaturne razlike između točaka 42 i 6, te između točaka 18 i 7 minimalne. Kako bi se to postiglo potrebno je pažljivo odabrati sastav radnog medija na takav način da je suma totalnih toplina iz procesa 42-43 i 18-26 jednaka potrebnoj toplini za proces 3-8, a da se pritom zadrži minimalna temperaturna razlika. Takav sastav radnog medija još se naziva i ˝Balansirajuća kompozicija˝. Ako kompozicija radnog medija ima veću koncentraciju lakše isparive komponente, količina topline odvedene u procesu 18-26 je manja, temperaturna razlika između točaka 42 i 6 mora biti veća, što rezultira manjom termodinamičkom učinkovitošću.

## Kalina ciklus u Hrvatskoj
1998. godine Energetski institut “Hrvoje Požar” je pripremio program korištenja geotermalne energije u Republici Hrvatskoj, koji pokazuje da Hrvatska ima nekoliko srednje temperaturnih geotermalnih izvora s relativno niskim temperaturama geotermalne vode u području od 100 do 140°C, pomoću kojih je moguća proizvodnja električne energije, npr. Lunjkovec-Kutnjak (140°C), Ferdinandovac (125°C), Babina Greda (125°C) i Rečica (120°C).Za proizvodnju električne energije iz srednje temperaturnih geotermalnih izvora dolaze u obzir elektrane s binarnim ciklusom, bilo s organskim Rankineovim ciklusom (ORC) ili Kalina ciklusom.
ORC je termodinamički bolji od Kalina ciklusa. To se objašnjava relativno visokom temperaturom geotermalne vode kao i relativno visokom prosječnom godišnjom temperaturom zraka za hlađenje u kondenzatoru (15°C), koji ima nepovoljniji utjecaj na Kalina ciklusa nego na ORC. Iz tog razloga Kalina ciklus ne nalazi primjenu kod geotermalnih elektrana u Hrvatskoj.

## Druga generacija
Druga generacija sistema koji rade na principu Kalina ciklusa razvijena je od strane Dr. Alexandera Kaline i njegove tvrtke Kalex LLC. Ta nova generacija sistema je po principu rada i dalje Kalina ciklus, ali ne koristi Kalina ciklus zaštitni znak.
Za razliku od prve generacije Kalina ciklusa, koja je primjenjiva samo za relativno nisko temperaturne izvore topline, druga generacija primjenjiva je za oboje, nisko temperaturne izvore topline, kao i za visoko temperaturne izvore topline.
Za nisko temperaturne izvore topline, druga generacija sistema koji rade na principu Kalina ciklusa projektirana je da dostigne učinkovitosti veće od onih koje su bile postignute prvom generacijom.

## Zaštita patenata
Kalina ciklus zaštitni znak i svi patenti prve generacije koji su još uvijek na snazi, u vlasništvu su Wasabi Energy plc. vlasnika Global Geothermal Ltd.
Neki originalni patenti primjena Kalina ciklusa su istekli i sada su dostupni javnosti. Global Geothermal Ltd. vlasnik je svih svjetskih entiteta licenciranih za implementaciju Kalina ciklusa prve generacije.
Svi patenti druge generacije Kalina ciklusa u vlasništvu su tvrtke Kalex LLC, tvrtke koju je osnovao Dr. Alexander Kalina.